# Älvsby församling
Älvsby församling är en församling i Pite kontrakt i Luleå stift. Församlingen omfattar hela Älvsbyns kommun i Norrbottens län och utgör ett eget pastorat.

## Administrativ historik
Älvsby kapellag bildades i Piteå socken enligt beslut den 29 oktober 1781. Den 1 januari 1809 bildades Älvsby kapellförsamling genom en utbrytning av kapellaget ur Piteå landsförsamling.
Före 1969 var församlingen delad av kommungräns och därför hade den två församlingskoder, 250400 (från 1967 250401) för delen i Älvsby landskommun och 256000 (från 1967 256001) för delen i Älvsbyns köping.

### Pastorat
Älvsby församlingen ingick från och med 1809 i pastorat med Piteå landsförsamling. Den 1 januari 1895 (enligt beslut den 20 april 1894) utbröts Älvsby till ett eget pastorat och fick då egen kyrkoherde.
På 1880-talet var Älvsby ett regalt pastorat. Systemet med regala pastorat avskaffades genom 1910 års prästvallag.

## Befolkningsutveckling
| Befolkningsutvecklingen i Älvsby församling 1820–2015 | Befolkningsutvecklingen i Älvsby församling 1820–2015 | Befolkningsutvecklingen i Älvsby församling 1820–2015 | Befolkningsutvecklingen i Älvsby församling 1820–2015 | Befolkningsutvecklingen i Älvsby församling 1820–2015 |
| --- | ----------------------------------------------------- | ----------------------------------------------------- | ----------------------------------------------------- | ----------------------------------------------------- |
| |                                                       |                                                       |                                                       |                                                       |
| År |                                                       |                                                       | Folkmängd                                             |                                                       |
| 1820 | 1820                                                  |                                                       | 723                                                   |                                                       |
| 1830 | 1830                                                  |                                                       | 952                                                   |                                                       |
| 1840 | 1840                                                  |                                                       | 1 083                                                 |                                                       |
| 1850 | 1850                                                  |                                                       | 1 341                                                 |                                                       |
| 1860 | 1860                                                  |                                                       | 1 802                                                 |                                                       |
| 1870 | 1870                                                  |                                                       | 2 276                                                 |                                                       |
| 1880 | 1880                                                  |                                                       | 2 915                                                 |                                                       |
| 1890 | 1890                                                  |                                                       | 3 759                                                 |                                                       |
| 1900 | 1900                                                  |                                                       | 4 995                                                 |                                                       |
| 1910 | 1910                                                  |                                                       | 5 810                                                 |                                                       |
| 1920 | 1920                                                  |                                                       | 7 054                                                 |                                                       |
| 1930 | 1930                                                  |                                                       | 7 691                                                 |                                                       |
| 1935 | 1935                                                  |                                                       | 8 382                                                 |                                                       |
| 1940 | 1940                                                  |                                                       | 8 922                                                 |                                                       |
| 1945 | 1945                                                  |                                                       | 9 310                                                 |                                                       |
| 1950 | 1950                                                  |                                                       | 9 298                                                 |                                                       |
| 1955 | 1955                                                  |                                                       | 9 303                                                 |                                                       |
| 1960 | 1960                                                  |                                                       | 9 445                                                 |                                                       |
| 1965 | 1965                                                  |                                                       | 9 279                                                 |                                                       |
| 1970 | 1970                                                  |                                                       | 8 713                                                 |                                                       |
| 1975 | 1975                                                  |                                                       | 9 145                                                 |                                                       |
| 1980 | 1980                                                  |                                                       | 9 624                                                 |                                                       |
| 1985 | 1985                                                  |                                                       | 9 458                                                 |                                                       |
| 1990 | 1990                                                  |                                                       | 9 400                                                 |                                                       |
| 1995 | 1995                                                  |                                                       | 9 400                                                 |                                                       |
| 2000 | 2000                                                  |                                                       | 8 947                                                 |                                                       |
| 2005 | 2005                                                  |                                                       | 8 655                                                 |                                                       |
| 2010 | 2010                                                  |                                                       | 8 335                                                 |                                                       |
| 2015 | 2015                                                  |                                                       | 8 180                                                 |                                                       |
| Anm: För åren 1820-1945: befolkning enligt folkräkning 31 december enligt den administrativa indelningen den 1 januari följande år. 1950 avser befolkning enligt folkräkning den 31 december enligt den administrativa indelningen den 1 januari 1952. 1960-1970 avser befolkning enligt folkräkning den 1 november enligt den administrativa indelningen den 1 januari följande år. För åren 1955 samt 1975-2015: befolkning 31 december enligt den administrativa indelningen den 1 januari följande år. Sedan 1 januari 2016 sker inte folkbokföring per församling och därmed kan det hända att vissa personer inte ingår i församlingens folkmängd då de är skrivna på den fiktiva fastigheten På kommunen skriven som inte delas upp på församlingsnivå då de inte kunnat folkbokföras på en särskild befintlig fastighet. Den totala befolkningen i Svenska kyrkans församlingar är därför något lägre än den totala befolkningen i riket. |                                                       |                                                       |                                                       |                                                       |

## Kyrkoherdar
| Ämbetstid | Namn            | Levnadstid | Övrigt |
| --------- | --------------- | ---------- | ------ |
| 1895–1916 | Johannes Nygren | 1861–1916  |        |

## Kyrkor
- Älvsby kyrka
- Vidsels kyrka